# Thelebolales
Thelebolales Haeckel – rząd grzybów z klasy patyczniaków (Leotiomycetes).

## Systematyka
Pozycja w klasyfikacji według Index Fungorum
Thelebolales, Leotiomycetidae, Leotiomycetes, Ascomycota, Fungi.
Takson utworzył Ernst Haeckel w 1894 r. Według aktualizowanej klasyfikacji Index Fungorum bazującej na Dictionary of the Fungi do rzędu Thelebolales należą:
- rodzina Pseudeurotiaceae Malloch & Cain 1970
- rodzina Thelebolaceae Engl. 1892
- rodzina Incertae sedis
  - rodzaj Pseudogeomyces Zhi Y. Zhang & Y.F. Han 2023
  - rodzaj Zongqia Zhi Y. Zhang & Y.F. Han 2021